# 根本道也
根本 道也（ねもと みちや、1934年 - ）は、日本のドイツ語学者・ドイツ文学者。九州大学名誉教授。

## 経歴
1934年、鹿児島県鹿児島市で生まれた。九州大学文学部独文科で学び、卒業。同大学大学院修士課程を修了。
その後は福岡女子大学講師に就いた。後に助教授昇格。その後、九州大学教養部教授となった。1998年に九州大学を定年退官し、名誉教授となった。

## 受賞・栄典
- 2014年：瑞宝中綬章を受章[1]。

## 研究内容・業績
専門は、ドイツ語語彙論、ドイツ・ロマン派文学。

## 著作
著書
- 『東ドイツの新語』同学社 1981
- 『ドイツの標準語：その生い立ちと辞典の個性』同学社 2008[3]

共編著
- 『アポロン独和辞典』恒吉良隆・吉中幸平・成田克史・福元圭太・重竹芳江責任編集・執筆、有村隆広・新保弼彬・本田義昭・鈴木敦典編集執筆、同学社 1994
- 『スーパー・ジョーク50：初級文法総復習』編、同学社 1995
- 『実用ドイツ単語・会話集：ドイツを旅する若者へ』編、同学社 1996
- 『新・スーパージョーク33：初級文法総復習』編、同学社 1998
- 『やさしい!ドイツ語の学習辞典』編著、同学社 2005
- 『ドイツってどんな国?』編、同学社 2011